# Enzyme malique à NADP
Pour les articles homonymes, voir enzyme malique.
L'enzyme malique à NADP (NADP-ME) est une oxydoréductase qui catalyse les réactions :
1. (S)-malate + NADP+  {\displaystyle \rightleftharpoons }  pyruvate + CO2 + NADPH ;
2. oxaloacétate  {\displaystyle \rightleftharpoons }  pyruvate + CO2.

Cette enzyme intervient dans le métabolisme du pyruvate et dans la fixation du carbone. C'est l'une des trois enzymes utilisées par la fixation du carbone en C4 et le métabolisme acide crassulacéen (CAM), avec l'enzyme malique à NAD et la phosphoénolpyruvate carboxykinase,.